# Communauté de communes de la Vallée Noble
La communauté de communes de la Vallée Noble également appelée communauté de communes du Val de Soultzmatt était une communauté de communes française, située dans le département du Haut-Rhin et la région Alsace. La Communauté de Communes de la Vallée Noble est désormais dissoute. La commune de Soultzmatt-Wintzfelden a rejoint la Communauté de Communes de la Région de Guebwiller depuis le 1er janvier 2013. Les autres communes (Osenbach, Westhalten et Gundolsheim) rejoignent la Communauté de Communes du Pays de Rouffach, devenue en 2014 la Communauté de communes Pays de Rouffach, Vignobles et Châteaux.

## Composition
La communauté de communes regroupait 4 communes :
- Gundolsheim
- Osenbach
- Soultzmatt (+ la localité de Wintzfelden)
- Westhalten

La commune de Soultzmatt-Wintzfelden a rejoint la communauté des communes de la région de Guebwiller le 1er janvier 2013.